# Olympische Sommerspiele 1924/Teilnehmer (Mexiko)
| Gelbes Symbol für Goldmedaillen mit stilisierten Olympischen Ringen | Graues Symbol für Silbermedaillen mit stilisierten Olympischen Ringen | Braundes Symbol für Bronzemedaillen mit stilisierten Olympischen Ringen |
| ------------------------------------------------------------------- | --------------------------------------------------------------------- | ----------------------------------------------------------------------- |
| —                                                                   | —                                                                     | —                                                                       |

Mexiko nahm bei den Olympischen Sommerspielen 1924 in Paris mit 15 Athleten teil. Der größte Teil der Delegation waren Leichtathleten und zudem waren mit je zwei Startern die Sportarten Schießen und Tennis vertreten. Bei der zweiten Teilnahme an den Olympischen Sommerspielen konnte man im Vergleich zur ersten Teilnahme (Paris 1900) keine Medaille gewinnen. 

## Teilnehmer nach Sportarten

### Leichtathletik
Laufen und Gehen
| Athleten            | Wettbewerb   | Vorlauf | Vorlauf | Viertelfinale | Viertelfinale | Halbfinale    | Halbfinale    | Finale        | Finale        |
| Athleten            | Wettbewerb   | Zeit    | Rang    | Zeit          | Rang          | Zeit          | Rang          | Zeit          | Rang          |
| ------------------- | ------------ | ------- | ------- | ------------- | ------------- | ------------- | ------------- | ------------- | ------------- |
| Männer              |              |         |         |               |               |               |               |               |               |
| Mariano Aguilar     | 100 m        |         | 4       | ausgeschieden | ausgeschieden | ausgeschieden | ausgeschieden | ausgeschieden | ausgeschieden |
| Mariano Aguilar     | 200 m        | k. A.   | 5       | ausgeschieden | ausgeschieden | ausgeschieden | ausgeschieden | ausgeschieden | ausgeschieden |
| Herminio Ahumada    | 100 m        | k. A.   | 6       | ausgeschieden | ausgeschieden | ausgeschieden | ausgeschieden | ausgeschieden | ausgeschieden |
| Herminio Ahumada    | 200 m        | k. A.   | 4       | ausgeschieden | ausgeschieden | ausgeschieden | ausgeschieden | ausgeschieden | ausgeschieden |
| Guillermo Amparan   | 400 m        | 52,0 s  | 4       | ausgeschieden | ausgeschieden | ausgeschieden | ausgeschieden | ausgeschieden | ausgeschieden |
| Guillermo Amparan   | 800 m        | –       | –       | k. A.         | 5             | ausgeschieden | ausgeschieden | ausgeschieden | ausgeschieden |
| Francisco Contreras | 110 m Hürden | –       | –       | k. A.         | 5             | ausgeschieden | ausgeschieden | ausgeschieden | ausgeschieden |
| Pedro Curiel        | 5000 m       | –       | –       | –             | –             | k. A.         | 12            | ausgeschieden | ausgeschieden |
| Pedro Curiel        | 10.000 m     | –       | –       | –             | –             | –             | –             | DNF           | DNF           |
| Juan Escutia        | 400 m        | k. A.   | 5       | ausgeschieden | ausgeschieden | ausgeschieden | ausgeschieden | ausgeschieden | ausgeschieden |
| Juan Escutia        | 800 m        | –       | –       | k. A.         | 5             | ausgeschieden | ausgeschieden | ausgeschieden | ausgeschieden |
| Daniel Eslava       | 1500 m       | –       | –       | –             | –             | k. A.         | 7             | ausgeschieden | ausgeschieden |
| Daniel Eslava       | 5000 m       | –       | –       | –             | –             | k. A.         | 13            | ausgeschieden | ausgeschieden |
| Daniel Eslava       | 10.000 m     | –       | –       | –             | –             | DSQ           | DSQ           | ausgeschieden | ausgeschieden |
| Carlos Garces       | 200 m        | k. A.   | 3       | ausgeschieden | ausgeschieden | ausgeschieden | ausgeschieden | ausgeschieden | ausgeschieden |
| Carlos Garces       | 400 m        | 51,0 s  | 3       | ausgeschieden | ausgeschieden | ausgeschieden | ausgeschieden | ausgeschieden | ausgeschieden |
| José Martínez Garza | 200 m        | k. A.   | 3       | ausgeschieden | ausgeschieden | ausgeschieden | ausgeschieden | ausgeschieden | ausgeschieden |
| José Martínez Garza | 400 m        | k. A.   | 4       | ausgeschieden | ausgeschieden | ausgeschieden | ausgeschieden | ausgeschieden | ausgeschieden |

Springen und Werfen
| Athleten            | Wettbewerb  | Qualifikation | Qualifikation | Finale        | Finale        |
| Athleten            | Wettbewerb  | Weite/Höhe    | Rang          | Weite/Höhe    | Rang          |
| ------------------- | ----------- | ------------- | ------------- | ------------- | ------------- |
| Männer              |             |               |               |               |               |
| Jesús Aguirre       | Kugelstoßen | 9,47 m        | 10            | ausgeschieden | ausgeschieden |
| Francisco Contreras | Weitsprung  | 5,735 m       | 11            | ausgeschieden | ausgeschieden |
| Alfonso Stoopen     | Weitsprung  | 5,48 m        | 8             | ausgeschieden | ausgeschieden |

### Schießen
| Athleten          | Wettbewerb           | Ringe/Scheiben | Rang |
| ----------------- | -------------------- | -------------- | ---- |
| Männer            |                      |                |      |
| Teodoro Hernández | Schnellfeuerpistole  | 015            | 30   |
| Manuel Solis      | Schnellfeuerpistole  | 017            | 09   |
| Manuel Solis      | Kleinkaliber liegend | 353            | 64   |

### Tennis
| Athleten                                 | Wettbewerb | 1. Runde      | 1. Runde           | 2. Runde      | 2. Runde      | 3. Runde                                 | 3. Runde           | Achtelfinale  | Achtelfinale  | Viertelfinale | Viertelfinale | Halbfinale    | Halbfinale    | Finale        | Finale        |
| Athleten                                 | Wettbewerb | Gegner        | Ergebnis           | Gegner        | Ergebnis      | Gegner                                   | Ergebnis           | Gegner        | Ergebnis      | Gegner        | Ergebnis      | Gegner        | Ergebnis      | Gegner        | Ergebnis      |
| ---------------------------------------- | ---------- | ------------- | ------------------ | ------------- | ------------- | ---------------------------------------- | ------------------ | ------------- | ------------- | ------------- | ------------- | ------------- | ------------- | ------------- | ------------- |
| Männer                                   |            |               |                    |               |               |                                          |                    |               |               |               |               |               |               |               |               |
| Felipe del Canto                         | Einzel     | Gheorghe Lupu | 4:6, 3:6, 4:6      | ausgeschieden | ausgeschieden | ausgeschieden                            | ausgeschieden      | ausgeschieden | ausgeschieden | ausgeschieden | ausgeschieden | ausgeschieden | ausgeschieden | ausgeschieden | ausgeschieden |
| Mariano Lozano Alatorre                  | Einzel     | Einar Bache   | 6:2, 6:8, 7:9, 4:6 | ausgeschieden | ausgeschieden | ausgeschieden                            | ausgeschieden      | ausgeschieden | ausgeschieden | ausgeschieden | ausgeschieden | ausgeschieden | ausgeschieden | ausgeschieden | ausgeschieden |
| Felipe del Canto Mariano Lozano Alatorre | Doppel     |               |                    | Freilos       | Freilos       | Pantelis Papadopoulos Augustos Zerlendis | 2:6, 3:6, 6:4, 2:6 | ausgeschieden | ausgeschieden | ausgeschieden | ausgeschieden | ausgeschieden | ausgeschieden | ausgeschieden | ausgeschieden |